# シンシナティFBI支局襲撃事件
2022年8月11日、42歳男性のリッキー・ウォルター・シファー（Ricky Walter Shiffer）がアメリカ合衆国・オハイオ州にあるFBIのシンシナティ支局への侵入を試みた。シファーは攻撃時に防弾服を着用し、AR-15型ライフルとネイルガンで武装していた。彼は侵入し失敗した後に現場から逃走し、最終的にトウモロコシ畑に行き着いた。警察との6時間に及ぶにらみ合いの末にシファーは射殺された。
シファーは2021年1月6日のアメリカ合衆国議会議事堂襲撃に参加しており、さらにFBIによるマー・ア・ラゴの捜索の後にはTruth SocialにFBI捜査官の殺害願望を投稿していた。

## 背景
2022年8月8日、連邦捜査局（FBI）はフロリダ州パームビーチにあるドナルド・トランプ元大統領の私邸のマー・ア・ラゴで捜索令状を執行した。トランプが所有する金庫を開けるといった捜査が行われた後、トランプがホワイトハウスを去った後にマー・ア・ラゴに持ち込んだ資料に焦点が当てられ、その中に機密文書が含まれたと発表された。捜索中にトランプはニューヨークのトランプ・タワーにいた。

## 襲撃
2022年8月11日午前9時15分、シファーはオハイオ州ケンウッドにあるFBIのシンシナティ支局への侵入を試みた。その際に彼は職員に対してネイルガンを発砲してAR-15型ライフルを構え、警報が鳴り響いた。ソファーはその後自分の車に逃げ込んで州間高速道路71号線を北上し、オハイオ州ハイウェイ・パトロールは彼を3つの郡を横断して追跡した。
午前9時29分、シファーは自身のTruth Socialアカウントの@RickyWShifferJrに以下の不完全な投稿を行った。
さて、私は防弾ガラスを突破する方法があると思っていたが、そうではなかった。私からの連絡が無ければ、FBIへの攻撃を試みたのは事実だ。それは私がインターネットから遠ざけられたか、FBIに捕まったか、または彼らが普通の警察官を送り込んだことを意味する。
逃走中のシファーは追跡する警察官と何発も撃ち合った。シファーは最終的に高速道路を出て州道73号線に入り、東に移動してクリントン郡のスミスロードに向かった。
シファーはオハイオ州クリントン郡のトウモロコシ畑に逃げ落ち、警察官たちとの6時間に及ぶ膠着状態に陥った。その間にシファーと警察官は互いに発砲したが外れた。警察側はシファーとの交渉を試みたが、彼は降伏を拒否した。
事件を受けたオハイオ州交通局は用心のために州間高速道路71号線を含む半径oneマイル (1.6 km)の近隣道路を封鎖した。さらにクリントン郡ではスミスとセンターロードの交差点から半径1マイル以内の住民と企業に対してロックダウンが発令された。またオハイオ州ハイウェイ・パトロールのヘリコプターが現場を旋回した。
午後3時45分、警察はシファーの拘束を試みた。その後シファーは警察官に向かって銃を振り上げたところを射殺された。

## 加害者
事件当時42歳のリッキー・シファーは海軍の退役軍人であった。襲撃前の彼はオハイオ州コロンバスに住んでおり、その前はネブラスカ州オマハとフロリダ州セントピーターズバーグに住んでいた。海軍時代の彼はトップ・シークレット・クリアランスを持っており、1998年6月の入隊後は原子力潜水艦コロンビアに配属され、ミサイルや魚雷の装備の監督を担当したことがあった。シファーは2021年1月6日の議会議事堂襲撃事件の参加者として特定され、FBIにも認知されていたが、当時収集されていた情報では具体的かつ信憑性のある脅威は無いと判断されていた。

## 余波
FBIはGabやそのほかのソーシャルメディア上で連邦捜査官に対して行われた暴力的な脅迫を追跡していると発表した。
州間高速道路71号線はシファー射殺の数時間後に再開通した。

## 反応
FBI長官のクリストファー・A・レイは法執行機関に対する暴力や脅迫は危険であり、すべてのアメリカ人にとって深く懸念すべき事であるとの声明を発表した。
共和党の下院議員のリズ・チェイニー（ワイオミング州選出）は自分の党員が直近のマー・ア・ラゴの捜索に関わったFBI捜査官の誠実さを攻撃していると聞いて恥ずかしいと述べた。民主党の下院議員のエレイン・リューリア（バージニア州選出）は侵入未遂事件や直近の連邦法執行機関への攻撃を非難した。
アメリカの作家で人権派弁護士のカシム・ラッシードはシファーのような人々は過激主義に対する非難を嘲るために「我々は皆国内テロリストだ」（"We Are All Domestic Terrorists"）というスローガンを使った保守政治活動協議会のようなイベントにより過激化されたのだと指摘した。作家で弁護士のセス・アブラムソンは共和党の指導者たちがストキャスティック・テロリズムの事件に加担しているのだと非難した。
ターニング・ポイント・USAの創設者である保守系活動家のチャーリー・カークは法執行機関に対する暴力は許されるべきではないと述べつつ、ドナルド・トランプの自宅に踏み込んで「軍事占領」したFBIは「被害者面」していると批判した。